# Bassus tobiasi
Bassus tobiasi är en stekelart som beskrevs av Michael J. Sharkey 1998. Bassus tobiasi ingår i släktet Bassus och familjen bracksteklar. Inga underarter finns listade.